# Philipp Aschenwald
Philipp Aschenwald (Ramsau im Zillertal, 12 novembre 1995) è un saltatore con gli sci austriaco.

## Biografia
In Coppa del Mondo ha esordito il 6 gennaio 2016 a Bischofshofen (29°) e ha ottenuto la prima vittoria, nonché primo podio, il 9 febbraio 2019 nella gara a squadre di Lahti. Ai Mondiali di Seefeld in Tirol 2019, suo esordio iridato, ha vinto la medaglia d'argento nella gara a squadre e nella gara a squadre mista ed è stato 4º nel trampolino normale e 13º nel trampolino lungo, mentre a quelli di Oberstdorf 2021 ha vinto la medaglia d'argento nella gara a squadre dal trampolino lungo e si è classificato 12º nel trampolino normale e 11º nel trampolino lungo.

## Palmarès

### Mondiali
- 3 medaglie:
  - 3 argenti (gara a squadre dal trampolino lungo, gara a squadre mista dal trampolino normale a Seefeld in Tirol 2019; gara a squadre dal trampolino lungo a Oberstdorf 2021)

### Mondiali juniores
- 1 medaglia:
  - 1 bronzo (gara a squadre a Almaty 2015)

### Coppa del Mondo
- Miglior piazzamento in classifica generale: 10º nel 2020
- 12 podi (2 individuali, 10 a squadre):
  - 5 vittorie (a squadre)
  - 2 secondi posti (1 individuale, 1 a squadre)
  - 5 terzi posti (1 individuale, 4 a squadre)

#### Coppa del Mondo - vittorie
| Data             | Località      | Nazione   | Trampolino                                                                     |
| ---------------- | ------------- | --------- | ------------------------------------------------------------------------------ |
| 9 febbraio 2019  | Lahti         | Finlandia | Salpausselkä HS130 (con Gregor Schlierenzauer, Michael Hayböck e Stefan Kraft) |
| 23 novembre 2019 | Wisła         | Polonia   | Malinka HS134 (con Daniel Huber, Jan Hörl e Stefan Kraft)                      |
| 21 novembre 2020 | Wisła         | Polonia   | Malinka HS134 (con Michael Hayböck, Daniel Huber e Stefan Kraft)               |
| 16 gennaio 2021  | Zakopane      | Polonia   | Wielka Krokiew HS140 (con Michael Hayböck, Jan Hörl e Daniel Huber)            |
| 9 gennaio 2022   | Bischofshofen | Austria   | Paul Ausserleitner HS142 (con Jan Hörl, Manuel Fettner e Daniel Huber)         |